# Canisteo (Nowy Jork)
Canisteo – miasto w Stanach Zjednoczonych, w stanie Nowy Jork, w hrabstwie Steuben.